# Ischim (Fluss)
Der 2450 km lange Ischim (russisch Иши́м/Есиль; kasachisch Есіл/Jessil) ist ein linker Nebenfluss des Irtysch in Kasachstan und Russland (Asien).

## Verlauf
Der Ischim entspringt in Kasachstan am Nordwestrand der Kasachischen Schwelle und fließt zunächst in Richtung Westen.
50 km südöstlich der kasachischen Hauptstadt Astana wurde das Wjatscheslawer Reservoir zur Bewässerung und Stromerzeugung errichtet, 2002 der Irtysch-Karaganda-Kanal zur weiteren Wasserversorgung der schnell wachsenden Stadt angeschlossen. 40 km weiter befindet sich ein weiteres Wasserreservoir. Beim Erreichen der Hauptstadt erhält der Fluss aus dem hier einmündenden Nura-Ischim-Kanal Wasser zur Versorgung der ansässigen Industrie und lokalen Fischzucht.
Anschließend durchfließt der Ischim das seit den 1990er Jahren neu errichtete Regierungsviertel und Geschäftszentrum von Astana und ist hier künstlich verbreitert, um einen repräsentativeren Eindruck zu erzeugen.

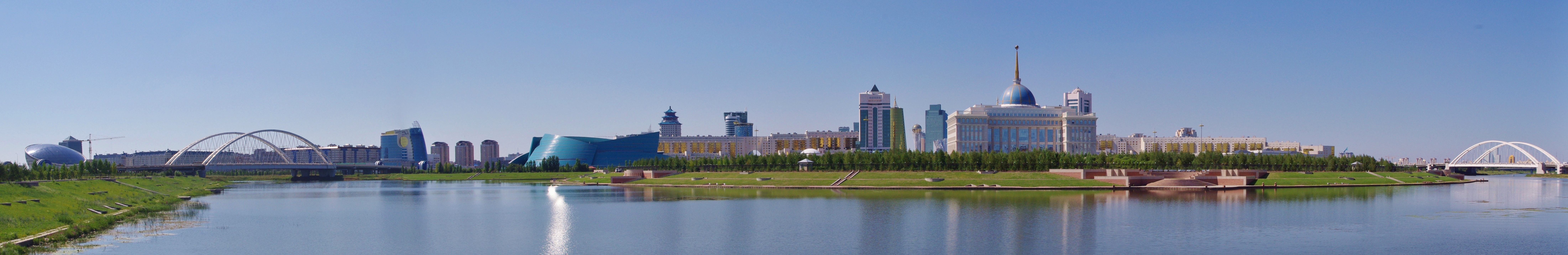
Panorama des modernen Regierungsviertels und Geschäftszentrums von Astana mit dem verbreiterten Ischim im Vordergrund.

Westlich Astanas fließt erneut Wasser – hier auf natürlichem Wege und ca. ein Drittel ihrer gesamten Wassermenge – aus dem südlich gelegenen Binnendelta der Nura in den Ischim.

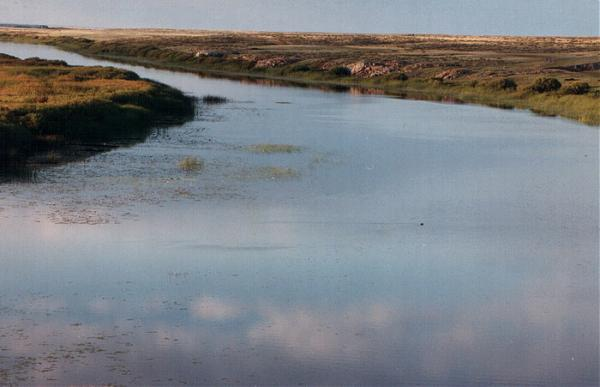
Der unregulierte Ischim bei Derschawinsk

Weiter westlich bei Derschawinsk knickt der Fluss scharf nach Norden ab und fließt wenig später an der im Kasachischen namensgebenden Stadt Jessil vorbei. Weitere 140 km flussabwärts wurde 1969 die Sergejew-Talsperre zur Stromerzeugung und Bewässerung errichtet. In seinem schiffbaren Unterlauf passiert er Petropawl und, bereits auf russischem Gebiet, die Stadt Ischim. Bei Ust-Ischim mündet er in den Irtysch.

## Einzugsgebiet und Abfluss
Für die Größe seines Einzugsgebietes von 177.000 km² hat der Ischim eine eher geringe Wasserführung. Sie beträgt 215 Kilometer vor der Mündung 56,3 m³/s (Pegel Wikulowo) und gut 35 Kilometer vor der Mündung rund 83 m³/s (Pegel Orechowo). Bei Wikulowo wurde ein maximaler Durchfluss von 686 m³/s registriert. Der Oberlauf liegt im Bereich der winterkalten kontinentalen Steppen Innerasiens, zur Mündung hin umgibt den Ischim die weniger trockene südliche Taiga. Hierdurch erklärt sich die deutliche Volumenzunahme des Flusses kurz vor der Mündung.